# 小泊温泉
小泊温泉（ことまりおんせん）は、青森県北津軽郡中泊町（旧小泊村）（旧国陸奥国）にある温泉である。

## 泉質
- ナトリウム・カルシウム-硫酸塩・塩化物泉

## 温泉街
温泉街はなく、「中泊町老人福祉センター」が一軒あるのみ。日帰り入浴のみ。入居者が普段利用しているため、月2回一般開放されている。

## アクセス
JR五能線五所川原駅からバス。弘南バス終点小泊バス停下車。